# Dułak
Dułak (Dullack) – kaszubski herb szlachecki, znany z jedynej pieczęci.

## Opis herbu
Opis z wykorzystaniem zasad blazonowania, zaproponowanych przez Alfreda Znamierowskiego:
W polu jakby łuk z cięciwą na opak, przez który rogacina na opak. Barwy nieznane, sama tarcza.

## Najwcześniejsze wzmianki
Pieczęć Pawła Dułaka z 1570.

## Rodzina Dułak
Drobnoszlachecka rodzina o nazwisku pochodzącym od starogermańskiego Thilo, spolszczonego na Dyl. Pierwsza wzmianka (z przekręconym nazwiskiem) pochodzi z 25 lipca 1526 (Lucae et Ioanni Dulkath we wsi Borucino). Kolejne wzmianki z lat 1570 (Paweł Dulak w Węsiorach). Rodzina związała się na dłużej z Węsiorami, przyjmując nazwisko odmiejscowe, zachowując Dulak jako przydomek. Potwierdzają to kolejne wzmianki: 1584 (Jan Węssorski Dulak), 1608, 1611 (Błażej Węsierski albo Dułak), 1617 (Piotr Węssierski Dułak). Nie zanikło jednak nazwisko w formie pierwotnej, co potwierdzają wzmianki z lat 1648, 1662 (Dulek, Dulak), 1682 (Jakub Dułak w Węsiorach, Piotr Dułak w Pałubicach, Wojciech Dułak w Tuchlinie), 1724 (Jan Dulak), 1772 (Alexander Dullak, Paul Dullak, wdowa Dullak, Kasimir Dullak). Dulakowie przyjmowali też nazwisko Pałubicki, znane ze wzmianek XVIII-wiecznych (Jakob von Dullak-Palubicki w Puzdrowie, Anna v. Dullak-Palubicka i brat Jakob w Mściszewicach, Marianna z d. von Dulak-Palubicka w Żurominie). Nazwisko Dulak i Dułak nosi obecnie około 700 osób, zaś Dullak około 20.

## Herbowni
Dułak (Dillak, Diłak, Dulak, Dulek, Dullack, Dullak, Dylak, błędnie Dulkath) z nazwiskami odmiejscowymi: Węsierski (Wensierski), Pałubicki (Palubicki). Dulakowie-Węsierscy używali herbu Dulak II. Herb ten przyjęli zapewne po odejściu od pierwotnego herbu, czy też znaku kreskowego z pieczęci Pawła Dulaka z 1570. Herb Dułaków-Pałubickich jest nieznany.